# Dadri
Dadri ist eine Stadt im indischen Bundesstaat Uttar Pradesh.
Die Stadt ist Teil des Distrikt Gautam Buddha Nagar. Dadri hat den Status eines Nagar Palika Parishad. Dadri liegt ca. 190 km von Uttar Pradeshs Hauptstadt Lucknow entfernt und ist Teil der National Capital Region. Die Stadt ist in 25 Wards (Wahlkreise) gegliedert.
Im Jahre 2015 wurde ein 52-jähriger muslimischer Mann von einem Mob von Hindus getötet, da sie ihn verdächtigten eine Kuh geschlachtet zu haben. Unter den Angreifern sollen auch Angehörige lokaler Politiker gewesen sein.

## Demografie
Die Einwohnerzahl der Stadt liegt laut der Volkszählung von 2011 bei 95.516. Dadri hat ein Geschlechterverhältnis von 866 Frauen pro 1000 Männer und damit einen für Indien üblichen Männerüberschuss. Die Alphabetisierungsrate lag bei 74,4 % im Jahr 2011. Knapp 64 % der Bevölkerung sind Hindus, ca. 35 % sind Muslime und ca. 1 % gehören einer anderen oder keiner Religion an. 16,3 % der Bevölkerung sind Kinder unter 6 Jahren.